# Сапфір (газоконденсатне родовище)
Сапфір – офшорне газоконденсатне родовище в єгипетському секторі Середземного моря.

## Характеристика
Знаходиться за 74 км від узбережжя нільської дельти в районі з глибинами моря 300-499 метрів.
Розташоване в межах ліцензійної ділянки West Delta Deep Marine, права на яку належать консорціуму в складі BG Group (50%) та малайзійської Petronas (50%, у 2003 році викупила частку компанії Edison, котра представляла ExxonMobil та Qatar Petroleum). Безпосередньо роботи провадяться через компанію-оператора Burullus Gas, половина в якій належить місцевій Egyptian General Petroleum Corporation (EGPC, 25%).
Відкрите у 2000 році внаслідок буріння свердловини Sapphire-1, яка на тестуванні показав рерультат у 1 млн м3 газу та 1100 барелів конденсату на добу. Наступного року спорудили оціночні свердловини Sapphire-2 та Sapphire-3. Остання, пробурена до глибини 2900 метрів у 15 км на схід від перших двох, пройшла газонасичені інтервали, що належать одразу до двох родовищ – Саффрон та власне Сапфір.  Вуглеводні виявлені у відкладеннях нижнього пліоцену. Колектори – пісковики, що утворились в каналах колишньої великої системи каньйонів.
Розпочата у 2005 році розробка родовища стала третім етапом проекту West Delta Deep Marine (після запуску Скараб/Саффрон та Сіміан/Сієна). При цьому ввели в експлуатацію 8 свердловин, підключених до двох підводних маніфольдів М1 та М2. Останні з’єднані між собою, а від М1 веде трубопровід до газопровідного вузла на Скараб, звідки починається головний експортний газопровід до берегового ГПЗ Буруллус.
В 2009 році до М2 підключили маніфольд родовища North Sequoia, через який в подальшому під’єднали новий маніфольд Сапфір М3. Останній, а також приєднаний безпосередньо до М1 маніфольд М4 станом на середину 2010-х років обслуговували 8 нових свердловин, дві з яких з особливо високим тиском працюють через спеціальний пристрій HIPPS – High integrity pressure protection systems.